# Basler Herbstmesse

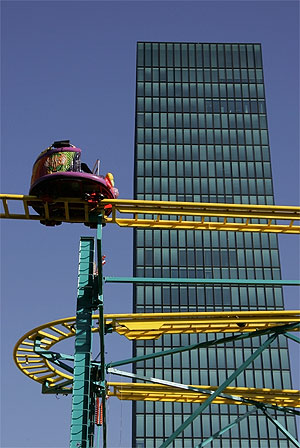
Montagnes russes Wild Mouse de la Herbstmesse

La Basler Herbstmesse est une fête foraine annuelle qui se tient dans la ville de Bâle, en Suisse. Elle fait partie des traditions vivantes de Suisse.

## Historique
La tradition de cette foire remonte au Moyen Âge lorsque, sur l'avis du concile de Bâle, l'empereur Frédéric III accorde à la ville de Bâle en 1471 le droit de tenir deux grandes foires commerciales par an, l'une avant Pentecôte et l'autre en automne, avant le jour de la Saint-Martin.
Alors que la foire de printemps n'a connu qu'une brève existence, celle d'automne s'est tenue chaque année sans interruption, devenant ainsi la plus ancienne foire de Suisse et la plus importante entre Stuttgart et Milan.

## Déroulement
Appelée d'Herbschtmäss ou plus simplement d'Mäss en suisse allemand, cette fête se déroule, comme son nom l'indique, chaque année au début de l'automne (Herbst signifiant automne en allemand).

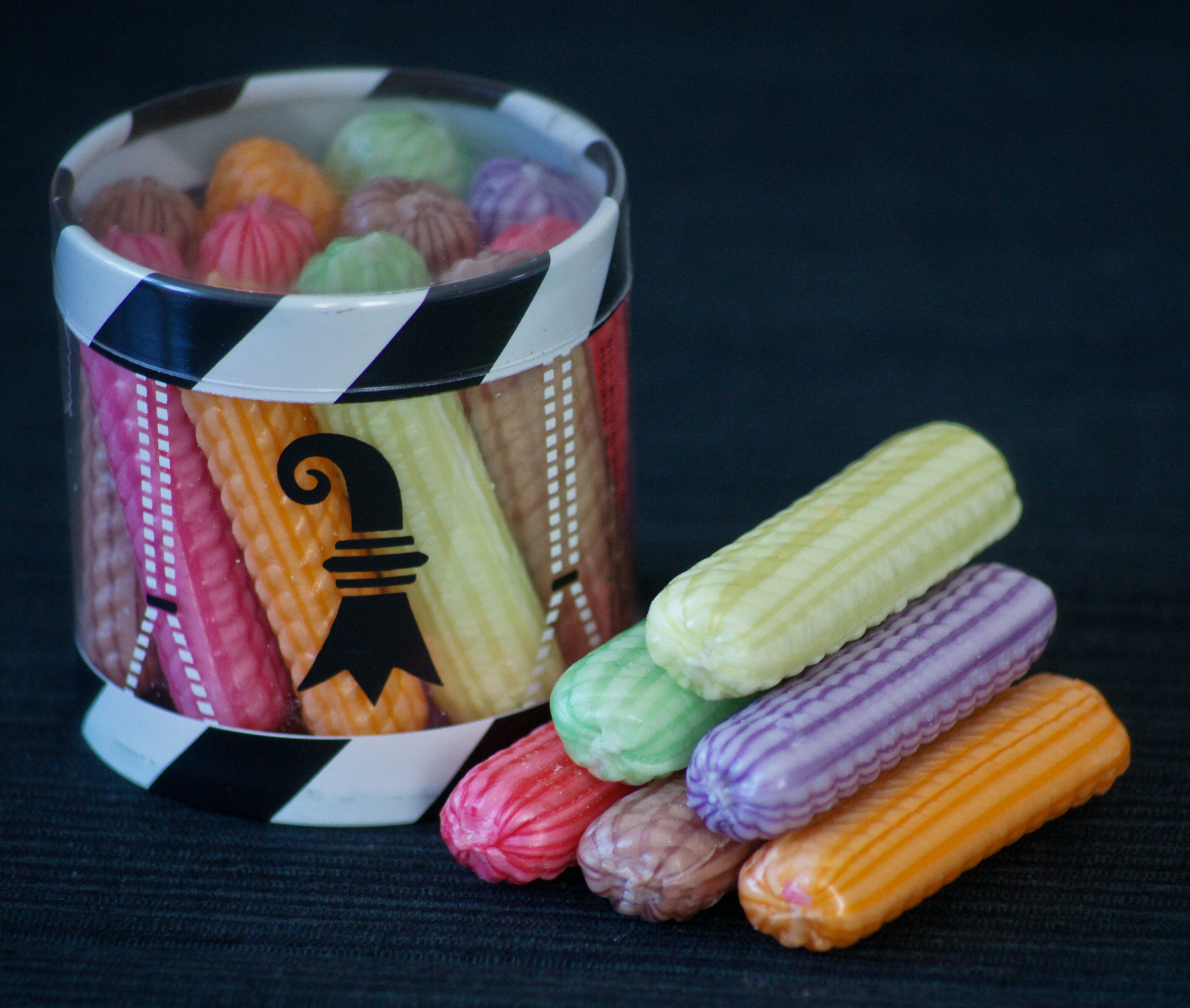
Mässmoggen

La foire débute traditionnellement le dernier samedi du mois d'octobre et est annoncée à midi pile par les cloches de l'église Martinskirche qui ouvrent les célébrations sur six places différentes de la ville. C'est également le signal de l'ouverture des étals du marché de la Petersplatz et de la foire à la Mustermesse Basel. Pendant les seize jours suivants, la foule envahit les quartiers du centre de la ville pour profiter des stands, des manèges et des vendeurs de bonbons et de sucreries placés près des ronds-points.
C'est lors de cette foire que sont vendus les Mässmogge (Mäss venant de la messe et Mogge signifiant morceau), célèbres confiseries bâloises.

## Littérature
- Youri Messen-Jaschin, Le Monde des forains du XVI au XX siècles, Éditions des Trois Continents, 1986  (ISBN 2-88001-195-7) (Organization of exhibition by Youri Messen-Jaschin: Welt Der Schausteller vom XVI. Bis Zum XX. Jahrhundert / Le Monde Des Forains Du XVIe Au XXe Siècle) ;

## Source
- (de) Cet article est partiellement ou en totalité issu de l’article de Wikipédia en allemand intitulé « Basler Herbstmesse » (voir la liste des auteurs).